# Ercolania
Ercolania es un género de molusco opistobranquio de la familia Limapontiidae.
Este género estaba anteriormente incluido en la familia Stiligeridae, donde aún lo mantiene el Sistema Integrado de Información Taxonómica.
Estas pequeñas babosas de mar se distribuyen en aguas templadas y tropicales de los océanos Atlántico, incluido el Mediterráneo, Índico y Pacífico.

## Especies
El Registro Mundial de Especies Marinas reconoce como válidas las siguientes especies en el género:
- Ercolania annelyleorum Wägele, Stemmer, Burghardt & Händeler, 2010
- Ercolania boodleae (Baba, 1938)
- Ercolania coerulea Trinchese, 1892
- Ercolania endophytophaga K. R. Jensen, 1999
- Ercolania erbsus (Ev. Marcus & Er. Marcus, 1970)
- Ercolania evelinae (Marcus, 1959)
- Ercolania felina (Hutton, 1882)
- Ercolania fuscata (Gould, 1870)
- Ercolania gopalai (Rao, 1937)
- Ercolania halophilae K. R. Jensen, Kohnert, Bendell & Schrödl, 2014
- Ercolania irregularis (Eliot, 1904)
- Ercolania kencolesi Grzymbowski, Stemmer & Wägele, 2007
- Ercolania lozanoi Ortea, 1982
- Ercolania margaritae Burn, 1974
- Ercolania nigra (Lemche, 1935)
- Ercolania pica (Annandale & Prashad, 1922)
- Ercolania raorum (Ev. Marcus & Er. Marcus, 1970)
- Ercolania selva Ortea & Espinosa, 2001
- Ercolania subviridis (Baba, 1959)
- Ercolania talis (Ev. Marcus & Er. Marcus, 1956)
- Ercolania tentaculata (Eliot, 1917)
- Ercolania translucens K. R. Jensen, 1993
- Ercolania varians (Eliot, 1904)
- Ercolania viridis (A. Costa, 1866)
- Ercolania zanzibarica Eliot, 1903

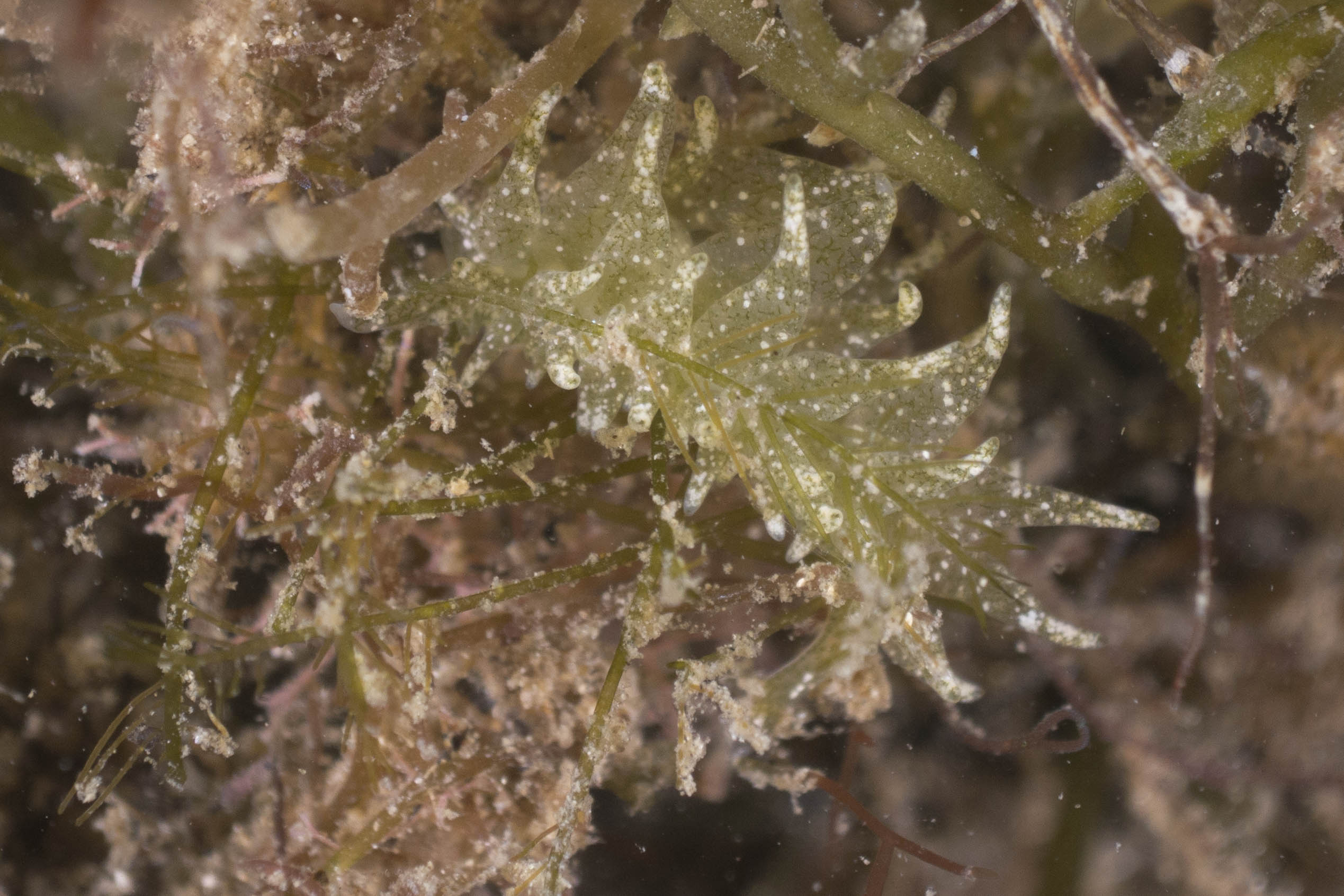
Ercolania annelyleorum
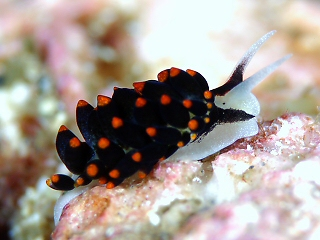
Ercolania boodleae
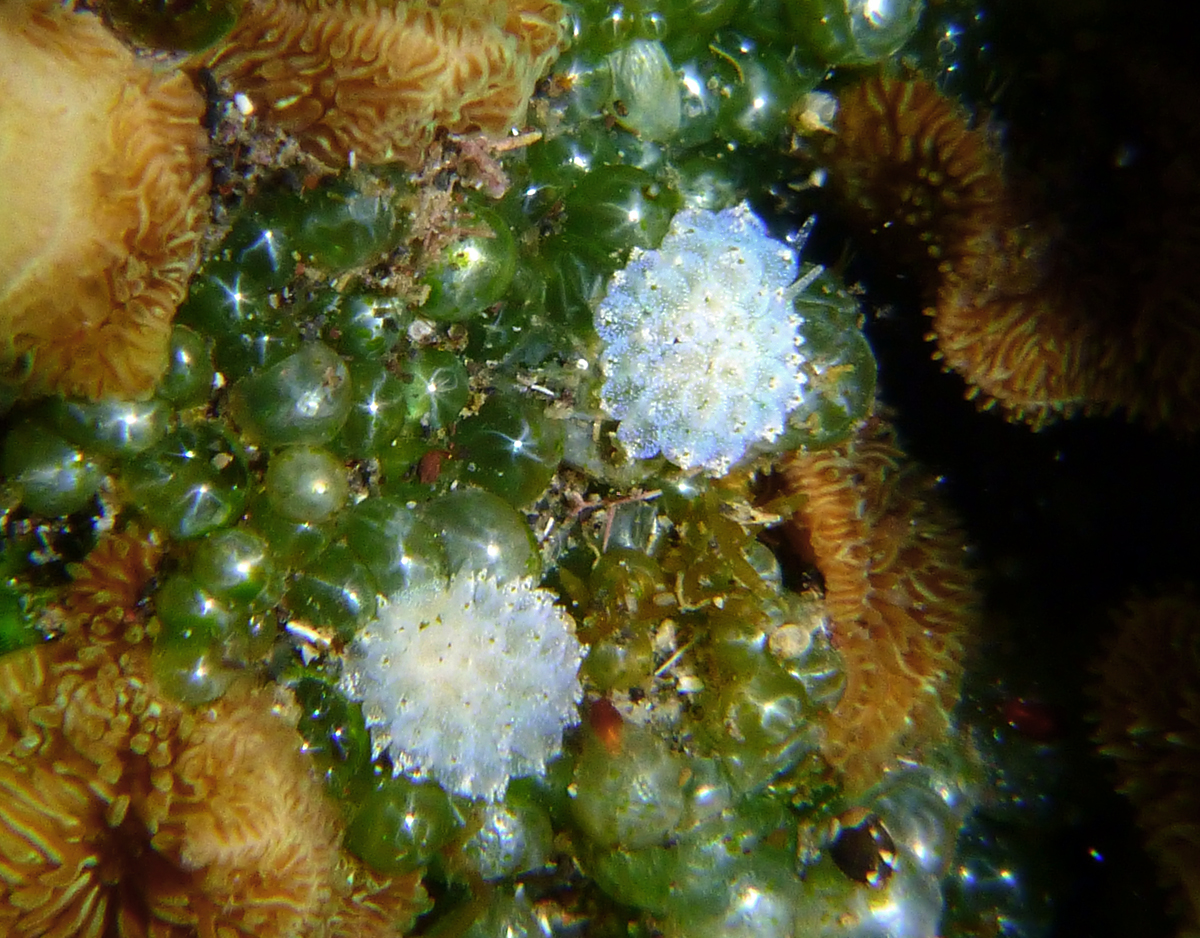
Ercolania coerulea
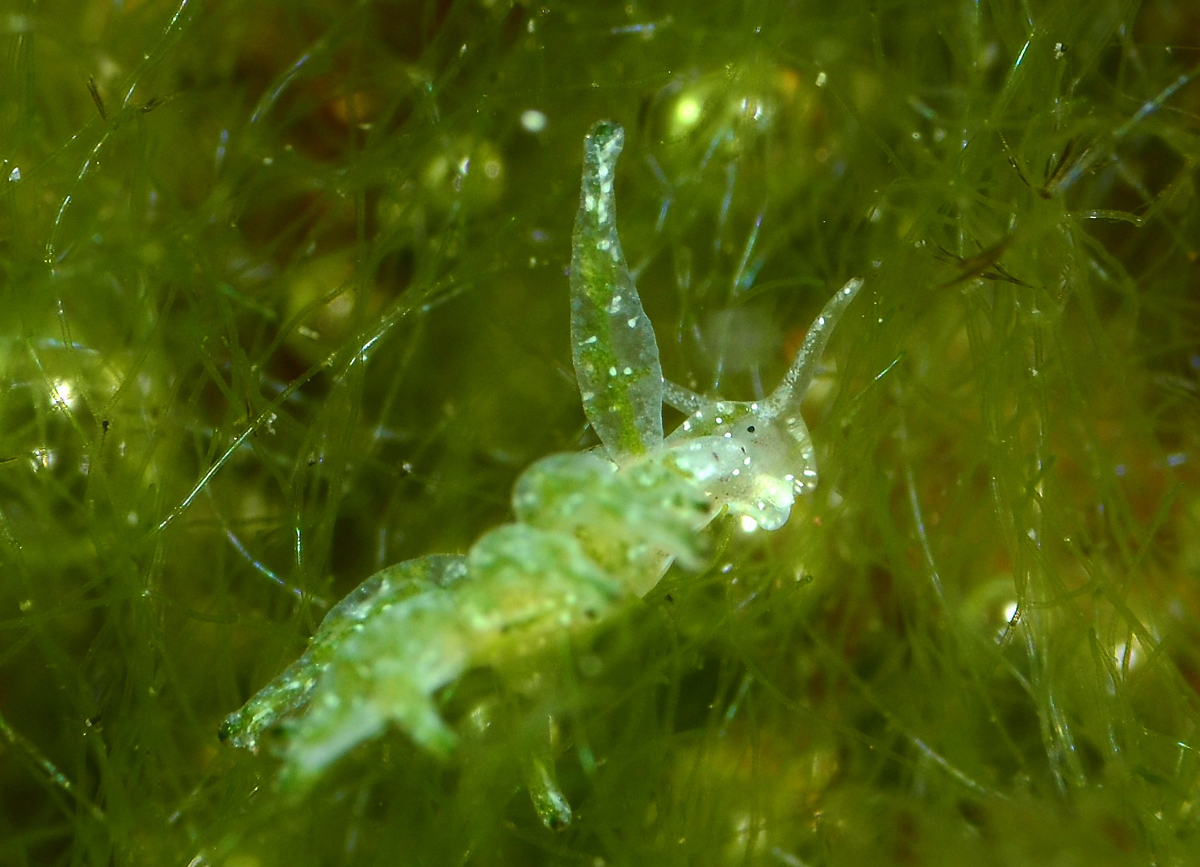
Ercolania kencolesi
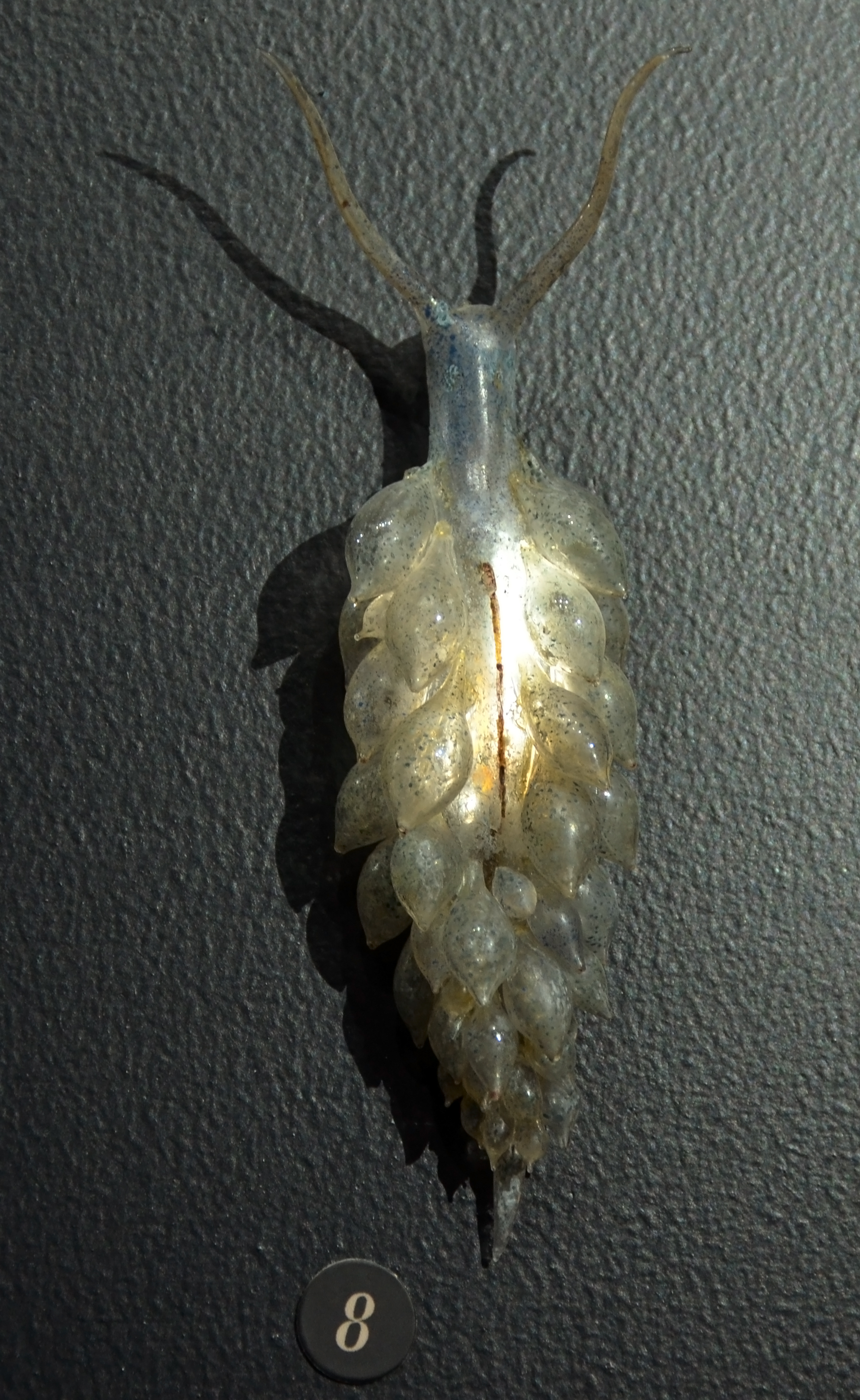
Ercolania viridis

Especies consideradas como sinonimia
- Ercolania costai Pruvot-Fol, 1951 aceptada como Ercolania coerulea Trinchese, 1892
- Ercolania emarginata K. R. Jensen, 1985 aceptada como Ercolania boodleae (Baba, 1938)
- Ercolania funerea (A. Costa, 1867) aceptada como Ercolania viridis (A. Costa, 1866)
- Ercolania fuscovittata (Lance, 1962) aceptada como Stiliger fuscovittatus Lance, 1962
- Ercolania pancerii Trinchese, 1872 aceptada como Ercolania viridis (A. Costa, 1866)
- Ercolania siottii Trinchese, 1872 aceptada como Ercolania viridis (A. Costa, 1866)
- Ercolania trinchesii Pruvot-Fol, 1951 aceptada como Placida cremoniana (Trinchese, 1892)
- Ercolania uziellii Trinchese, 1872 aceptada como Ercolania viridis (A. Costa, 1866)